# Hans Schmüser
Hans Schmüser (* 19. Dezember 1895 in Frankfurt am Main; † 3. Januar 1983 in Mannheim-Neckarau) war ein deutscher Politiker (KPD) ehemaliger Abgeordneter im Beratenden Landesausschusses von Groß-Hessen, einem Vorgänger des Hessischen Landtags.
Hans Schmüser war der Sohn eines Malermeisters und machte eine kaufmännische Ausbildung und arbeitete in der Zentralverwaltung der IG Farben. Nach der Machtergreifung der Nationalsozialisten wurde er 1933 kurzzeitig in „Schutzhaft“ genommen und entlassen. 1934 wurde er wegen „staatsfeindlicher Äußerungen“ angezeigt, 1935/36 verwarnt, und 1938 erneut verhaftet. 1937 war er nach Mannheim gezogen, nach seiner Entlassung wurde er Kaufmann aus Bensheim-Auerbach. Vom 26. Februar 1946 bis zum 14. Juli 1946 war Hans Schmüser Mitglied des ernannten Beratenden Landesausschusses Groß-Hessen. 1946 war er außerdem Mitglied im Beirat beim Landwirtschaftsamt.